# Rejeição social
A rejeição social ocorre quando um indivíduo é deliberadamente excluído de uma relação social ou interação social. O tópico inclui rejeição interpessoal (ou rejeição de pares), rejeição romântica e alienação familiar. Uma pessoa pode ser rejeitada por indivíduos ou por um grupo inteiro de pessoas. Além disso, a rejeição pode ser ativa, por bullying, intimidadora, de provocação de ridicularização ou passiva, ignorando uma pessoa ou dando o "tratamento silencioso". A experiência de ser rejeitado é subjetiva para o destinatário e pode ser percebida quando não realmente presente.
Embora os seres humanos sejam seres sociais, algum nível de rejeição é parte inevitável da vida. No entanto, a rejeição pode se tornar um problema quando é prolongada ou consistente, quando o relacionamento é importante ou quando o indivíduo é altamente sensível à rejeição. A rejeição por um grupo inteiro de pessoas pode ter efeitos especialmente negativos, especialmente quando resulta em isolamento social.
A experiência da rejeição pode levar a uma série de consequências psicológicas adversas, como solidão, baixa autoestima, agressão e depressão. Também pode levar a sentimentos de insegurança e a uma maior sensibilidade à rejeição futura.

## Necessidade de aceitação
A rejeição pode ser emocionalmente dolorosa devido à natureza social dos seres humanos e a necessidade de interação social entre outros seres humanos é essencial. Abraham Maslow e outros teóricos sugeriram que a necessidade de amor e pertencimento é uma motivação humana fundamental. De acordo com Maslow, todos os seres humanos, mesmo os introvertidos, precisam ser capazes de dar e receber afeto para serem psicologicamente saudáveis.
Os psicólogos acreditam que contato simples ou interação social com os outros não é suficiente para atender a essa necessidade. As pessoas têm um forte impulso motivacional para formar e manter relacionamentos interpessoais, precisam de relacionamentos estáveis e satisfazer as interações com as pessoas nesses relacionamentos. Se algum desses dois ingredientes estiver faltando, as pessoas começarão a sentir-se solitárias e infelizes. Assim, a rejeição é uma ameaça significativa. De fato, a maioria das ansiedades humanas parece refletir preocupações sobre a exclusão social.
Ser membro de um grupo também é importante para a identidade social, que é um componente-chave da autoimagem. Mark Leary, da Duke University, sugeriu que o objetivo principal da auto-estima é monitorar as relações sociais e detectar a rejeição social. Nessa visão, a autoestima é um "sociômetro" que ativa as emoções negativas quando surgem sinais de exclusão.

## Na infância
A rejeição dos pares foi medida usando a sociometria e outros métodos de classificação. Estudos tipicamente mostram que algumas crianças são populares, recebendo avaliações geralmente altas, muitas crianças são mediana, com avaliações moderadas e uma minoria de crianças é rejeitada, apresentando avaliações geralmente baixas. Uma forma de medir a rejeição pede que as crianças listem os pares que gostam e não gostam. As crianças rejeitadas recebem poucas indicações de "gosto" e muitas nomeações de "não gosto". De acordo com Karen Bierman, da Pennsylvania State University, a maioria das crianças que são rejeitadas por seus colegas exibem um ou mais dos seguintes padrões de comportamento: 
1. Baixas taxas de comportamento pró-social, por exemplo, revezando-se, compartilhando
2. Altas taxas de comportamento agressivo ou disruptivo
3. Altas taxas de comportamento desatento, imaturo ou impulsivo
4. Altas taxas de ansiedade social

Bierman afirma que crianças populares em seu meio demonstram inteligência social e sabem quando e como participar de grupos de brincadeiras. As crianças que estão em risco de rejeição têm maior probabilidade de entrar em contato com disrupção, ou ficarem isoladas. Crianças agressivas que são atléticas ou que possuem boas habilidades sociais provavelmente são aceitas pelos colegas e podem se tornar líderes no assédio a crianças menos habilitadas. Crianças de minorias, crianças com deficiências ou com características ou comportamentos incomuns podem enfrentar riscos maiores de rejeição. Dependendo das normas do grupo de pares, às vezes até pequenas diferenças entre as crianças levam à rejeição ou negligência. As crianças que são menos extrovertidas ou simplesmente preferem brincadeiras solitárias são menos propensas a serem rejeitadas do que as crianças que são socialmente inibidas e mostram sinais de insegurança ou ansiedade.
A rejeição dos pares, uma vez estabelecida, tende a ser estável ao longo do tempo e, portanto, difícil para a criança superar. Pesquisadores descobriram que a rejeição ativa é mais estável, mais prejudicial e mais propensa a persistir após a transferência de uma criança para outra escola do que a simples negligência. Uma razão para isso é que grupos de pares estabelecem vieses de reputação que atuam como estereótipos e influenciam a interação social subsequente. Assim, mesmo quando crianças rejeitadas e populares mostram comportamentos e realizações semelhantes, as crianças populares são tratadas de maneira muito mais favorável.
É provável que as crianças rejeitadas tenham baixa autoestima e correm maior risco de internalizar problemas como a depressão. Algumas crianças rejeitadas exibem comportamento externalizante e mostram agressividade em vez de depressão. A pesquisa é em grande parte correlacional, mas há evidências de efeitos recíprocos. Isso significa que as crianças com problemas têm maior probabilidade de serem rejeitadas, e essa rejeição leva a problemas ainda maiores para elas. A rejeição crônica pelos pares pode levar a um ciclo de desenvolvimento negativo que piora com o tempo.
Uma análise de 15 tiroteios em escolas entre 1995 e 2001 constatou que a rejeição entre pares estava presente em todos, exceto dois dos casos (87%). As experiências de rejeição documentadas incluíam rejeição aguda e crônica e frequentemente tomavam a forma de ostracismo, intimidação e rejeição romântica. Os autores afirmaram que, embora seja provável que as experiências de rejeição tenham contribuído para o tiroteio na escola, outros fatores também estavam presentes, como depressão, controle inadequado dos impulsos e outras psicopatologias.
Existem programas disponíveis para ajudar crianças que sofrem de rejeição social. Uma revisão em larga escala de 79 estudos controlados descobriu que o treinamento de habilidades sociais é muito eficaz (r = 0,40 do tamanho do efeito), com uma taxa de sucesso de 70%, comparado a um sucesso de 30% nos grupos de controle. Houve um declínio na eficácia ao longo do tempo, no entanto, com estudos de acompanhamento mostrando um tamanho de efeito um pouco menor (r = 0,35).

## No laboratório
Pesquisas de laboratório descobriram que mesmo a rejeição de curto prazo de estranhos pode ter efeitos poderosos (se temporários) em um indivíduo. Em vários experimentos de psicologia social, pessoas escolhidas aleatoriamente para receber mensagens de exclusão social tornam-se mais agressivas, mais dispostas a trapacear, menos dispostas a ajudar os outros e mais propensas a buscar metas de curto prazo em vez de metas de longo prazo. A rejeição parece levar muito rapidamente ao comportamento autodestrutivo e antissocial.
Pesquisadores também investigaram como o cérebro responde à rejeição social. Um estudo descobriu que o Córtex cerebral cingulado anterior dorsal é ativado quando as pessoas experimentam tanto dor física quanto "dor social", em resposta à rejeição social. Um experimento subsequente, também usando imagens de ressonância magnética funcional, descobriu que três regiões se tornam ativas quando as pessoas são expostas a imagens que retratam temas de rejeição. Essas áreas são o cingulado posterior, o giro para-hipocampal e o córtex cingulado anterior dorsal. Além disso, indivíduos com alta sensibilidade à rejeição (ver abaixo) mostram menos atividade no córtex pré-frontal esquerdo e no giro frontal superior dorsal direito, o que pode indicar menor capacidade de regular respostas emocionais à rejeição.
Uma recente experiência da Universidade da Califórnia, em Berkeley, descobriu que indivíduos com uma combinação de baixa auto-estima e baixo controle de atenção são mais propensos a exibir respostas de sobressalto enquanto visualizam imagens temáticas de rejeição. Essas descobertas indicam que as pessoas que se sentem mal consigo mesmas são especialmente vulneráveis à rejeição, mas que as pessoas também podem controlar e regular suas reações emocionais.
Um estudo da Universidade de Miami indicou que os indivíduos que recentemente experimentaram rejeição social foram melhores do que os participantes aceitos e controlados em sua capacidade de discriminar sorrisos reais e falsos. Embora ambos os participantes aceitos e de controle fossem melhores que o acaso (eles não diferiram entre si), os participantes rejeitados foram muito melhores nessa tarefa, chegando a 80% de precisão. Este estudo é digno de nota, pois é um dos poucos casos de uma consequência positiva ou adaptativa da rejeição social.

## Psicologia do ostracismo
A maior parte da pesquisa sobre a psicologia do ostracismo foi conduzida pelo psicólogo social Kip Williams. Ele e seus colegas criaram um modelo de ostracismo que fornece uma estrutura para mostrar a complexidade das variedades de ostracismo e os processos de seus efeitos. Lá ele teoriza que o ostracismo pode ser potencialmente tão prejudicial que desenvolvemos um eficiente sistema de alerta para detectar e responder imediatamente a ele.
No reino animal, assim como nas sociedades humanas primitivas, o ostracismo pode levar à morte devido à falta de benefícios de proteção e acesso a recursos alimentares suficientes do grupo. Viver longe de toda a sociedade também significa não ter um parceiro, portanto, ser capaz de detectar o ostracismo seria uma resposta altamente adaptativa para garantir a sobrevivência e a continuação da linha genética.
Propõe-se que o ostracismo represente unicamente uma ameaça a quatro necessidades humanas fundamentais ; a necessidade de pertencer, a necessidade de controle em situações sociais, a necessidade de manter altos níveis de auto-estima e a necessidade de ter um sentido de existência significativa. Uma ameaça a essas necessidades produz sofrimento e dor psicológica. Assim, as pessoas são motivadas a remover essa dor com comportamentos que visam reduzir a probabilidade de outros os rejeitarem e aumentar seu status de inclusão.

### Ressurgimento da popularidade
Tem havido pesquisas recentes sobre a função da popularidade no desenvolvimento, especificamente como uma transição do ostracismo para a popularidade pode potencialmente reverter os efeitos deletérios de ser socialmente ostracizado. Embora várias teorias tenham sido apresentadas a respeito de quais habilidades ou atributos conferem uma vantagem na obtenção de popularidade, parece que indivíduos que antes eram populares e subsequentemente experimentaram um ostracismo transitório são frequentemente capazes de empregar as mesmas habilidades que levaram à sua popularidade inicial. um ressurgimento de popularidade.

## Rejeição romântica
Em contraste com o estudo da rejeição infantil, que examina principalmente a rejeição por um grupo de pares, alguns pesquisadores focalizam o fenômeno de um único indivíduo rejeitando outro no contexto de um relacionamento romântico. Tanto em adolescentes quanto em adultos, a rejeição romântica ocorre quando uma pessoa recusa os avanços românticos de outra pessoa, ignora/evita ou é repelida por alguém que está romanticamente interessado neles, ou termina unilateralmente uma relação existente. O estado de amor não correspondido é uma experiência comum na juventude, mas o amor mútuo torna-se mais típico à medida que as pessoas envelhecem.
A rejeição romântica é uma experiência dolorosa e emocional que parece desencadear uma resposta no núcleo caudado do cérebro e associada à atividade de dopamina e cortisol. Subjetivamente, os indivíduos rejeitados experimentam uma série de emoções negativas, incluindo frustração, raiva intensa, ciúme, ódio e, eventualmente, resignação, desespero e possível depressão de longo prazo.

## Sensibilidade a rejeição
Karen Horney foi a primeira teórica a discutir o fenômeno da sensibilidade à rejeição. Ela sugeriu que é um componente da personalidade neurótica , e que é uma tendência sentir profunda ansiedade e humilhação à menor rejeição. O simples fato de ser colocado em espera, por exemplo, pode ser visto como uma rejeição e algo recebido com extrema raiva e hostilidade.
Albert Mehrabian desenvolveu uma medida inicial de questionário de sensibilidade à rejeição. Mehrabian sugeriu que os indivíduos sensíveis relutam em expressar opiniões, tendem a evitar discussões ou discussões controversas, relutam em fazer pedidos ou impor-se a outros, são facilmente prejudicados pelo feedback negativo dos outros e tendem a confiar demais em outras situações e situações familiares para evitar a rejeição.
Uma definição mais recente (1996) de sensibilidade à rejeição é a tendência de "ansiosamente esperar, perceber prontamente e reagir exageradamente" à rejeição social. As pessoas diferem em sua prontidão para perceber e reagir à rejeição. As causas das diferenças individuais na sensibilidade à rejeição não são bem compreendidas, por causa da associação entre a sensibilidade à rejeição e o neuroticismo, existe uma provável predisposição genética. Outros postulam que a sensibilidade à rejeição advém de relacionamentos iniciais de apego e rejeição dos pais; também pensa-se que a rejeição de pares desempenhe um papel. O bullying, uma forma extrema de rejeição de pares, está provavelmente ligado à sensibilidade a rejeição. No entanto, não há evidências conclusivas para nenhuma dessas teorias.

## Saúde
A rejeição social tem um grande efeito na saúde de uma pessoa. Baumeister e Leary originalmente sugeriram que uma necessidade insatisfeita de pertencer inevitavelmente levaria a problemas de comportamento, bem como problemas de saúde mental e física. A corroboração desses pressupostos sobre déficits de comportamento foram vistos por John Bowlby em sua pesquisa. Numerosos estudos descobriram que ser rejeitado socialmente leva a um aumento nos níveis de ansiedade. Além disso, o nível de depressão que uma pessoa sente, assim como a quantidade que ela se preocupa com suas relações sociais, é diretamente proporcional ao nível de rejeição que ela percebe. A rejeição também afeta a saúde emocional e o bem-estar. No geral, os experimentos mostram que aqueles que foram rejeitados sofrerão mais emoções negativas e terão menos emoções positivas do que aqueles que foram aceitos ou aqueles que estavam em condições neutras ou condições de controle.
Além da resposta emocional, a rejeição causa grandes efeito na saúde física, ter relacionamentos ruins e ser rejeitado com mais frequência é um preditor de mortalidade. Uma década após o término de casamento, as mulheres divorciadas têm taxas mais altas de doença do que as mulheres não casadas ou atualmente casadas. No caso de distanciamento familiar, uma parte essencial da identidade da mãe pode ser traída pela rejeição de um filho adulto. A chance de reconciliação, ainda que leve, resulta na incapacidade de alcançar o fechamento cognitivo. O estado emocional resultante e o estigma social do estranhamento podem prejudicar a saúde física e psicológica dos pais até o final da vida.
O sistema imunológico tende a ser prejudicado quando uma pessoa experimenta a rejeição social. Isso pode causar sérios problemas para pessoas com doenças como o HIV. Um estudo realizado por Cole, Kemeny e Taylor investigou as diferenças na progressão da doença de homens homossexuais soropositivos que eram sensíveis à rejeição em comparação com aqueles que não eram considerados sensíveis à rejeição. O estudo, que ocorreu em nove anos, indicou uma taxa significativamente mais rápida de células T auxiliares baixas, levando, portanto, a um diagnóstico precoce de AIDS. Eles também descobriram que aqueles pacientes que eram mais sensíveis à rejeição morreram da doença em média 2 anos mais cedo do que seus colegas não-sensíveis à rejeição.
Outros aspectos da saúde também são afetados pela rejeição. A pressão arterial sistólica e diastólica aumentam ao se imaginar em um cenário de rejeição. Aqueles que são socialmente rejeitados têm uma probabilidade maior de sofrer de tuberculose, assim como morrer por suicídio. A rejeição e o isolamento afetam os níveis de dor após uma operação, bem como outras formas de dor física. A rejeição social pode causar uma redução na inteligência. MacDonald e Leary teorizam que a rejeição e a exclusão causam dor física, porque essa dor é um sinal de alerta para nos ajudar a sobreviver. À medida que nos desenvolvemos em criaturas sociais, as interações e relações sociais tornaram-se necessárias para nossa sobrevivência, e os sistemas de dor física já existiam em nossos corpos.